# کوپن مولداوی
کوپن مولداوی (به انگلیسی: Moldovan cupon) یکای پول موقت در کشور مولداوی پس از جدایی آن از شوروی بین سال‌های ۱۹۹۲ تا ۱۹۹۳ بود. مسئولیت کنترل این یکای پول برعهدهٔ بانک ملی مولداوی قرار داشت.